# Età apostolica
(Paul Mattei)

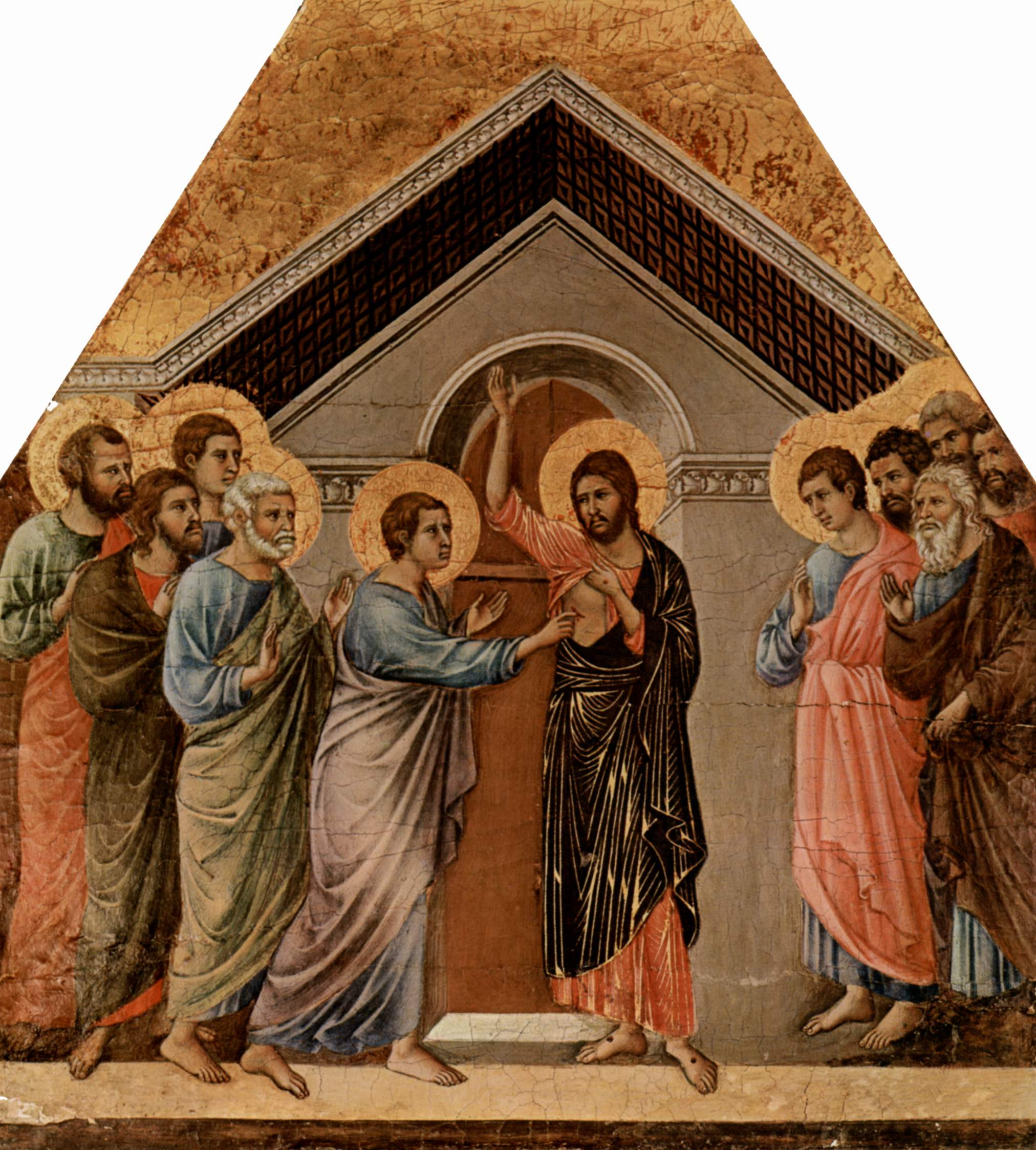
Maestà Dipinto su Gesù che appare agli apostoli dopo la Resurrezione. Opera di Duccio di Buoninsegna, 1308-1311, Museo dell'Opera del Duomo (Siena).

Per età apostolica s'intende tradizionalmente la prima fase della storia del cristianesimo. Essa viene fatta iniziare con la crocifissione di Gesù (anni 30-36 circa) e il grande mandato della chiesa di Gerusalemme, e finisce con la morte di Giovanni apostolo (115 circa) in Anatolia. Poiché si crede che Giovanni sia vissuto molto a lungo e sia stato l'ultimo degli apostoli a morire, vi è una certa sovrapposizione tra l'età apostolica e i primi Padri apostolici, i cui scritti sono utilizzati per segnare l'inizio del Periodo ante-niceneo. L'età apostolica ha un significato speciale nella tradizione cristiana, in quanto fu l'epoca in cui vissero gli apostoli e discepoli diretti di Gesù di Nazareth. Gli Atti degli Apostoli costituiscono la maggiore fonte primaria dell'età apostolica, ma l'affidabilità e l'accuratezza storiche di tali Atti sono contestate da alcuni studiosi neotestamentari.
Secondo la maggioranza degli studiosi, i seguaci di Gesù formarono più che altro sette apocalittiche giudaiche (cfr. Giudeo-cristianesimo) durante il periodo del tardo Secondo Tempio del I secolo. In tale epoca, la chiesa di Gerusalemme veniva guidata da Giacomo il Giusto. Paolo di Tarso inizialmente perseguitava i primi giudeo-cristiani, poi si convertì e adottò il titolo di Apostolo dei Gentili, iniziando a proselitizzare tra i pagani. Persuase i capi delle chiesa di Gerusalemme, durante il concilio, a permettere ai conversi gentili di essere esenti dalla maggioranza dei comandamenti (mitzvot), che potevano essere nel loro caso equiparati alle Leggi noachiche del successivo ebraismo rabbinico. Sebbene si affermi che l'influenza di Paolo sul pensiero cristiano sia stata la più significativa di qualsiasi altro autore neotestamentario, il rapporto tra Paolo di Tarso e il giudaismo è tuttora in discussione. Dopo la distruzione del Secondo Tempio nel 70, e più tardi, dopo la rivolta di Bar Kokhba del 132, Gerusalemme cessò di essere il centro della comunità cristiana primitiva, e i suoi vescovi diventarono suffragii (subordinati) del metropolita di Cesarea. Nel II secolo, il cristianesimo si affermò come religione prevalentemente gentile, che comprendeva tutto l'Impero romano e oltre.

## Importanza

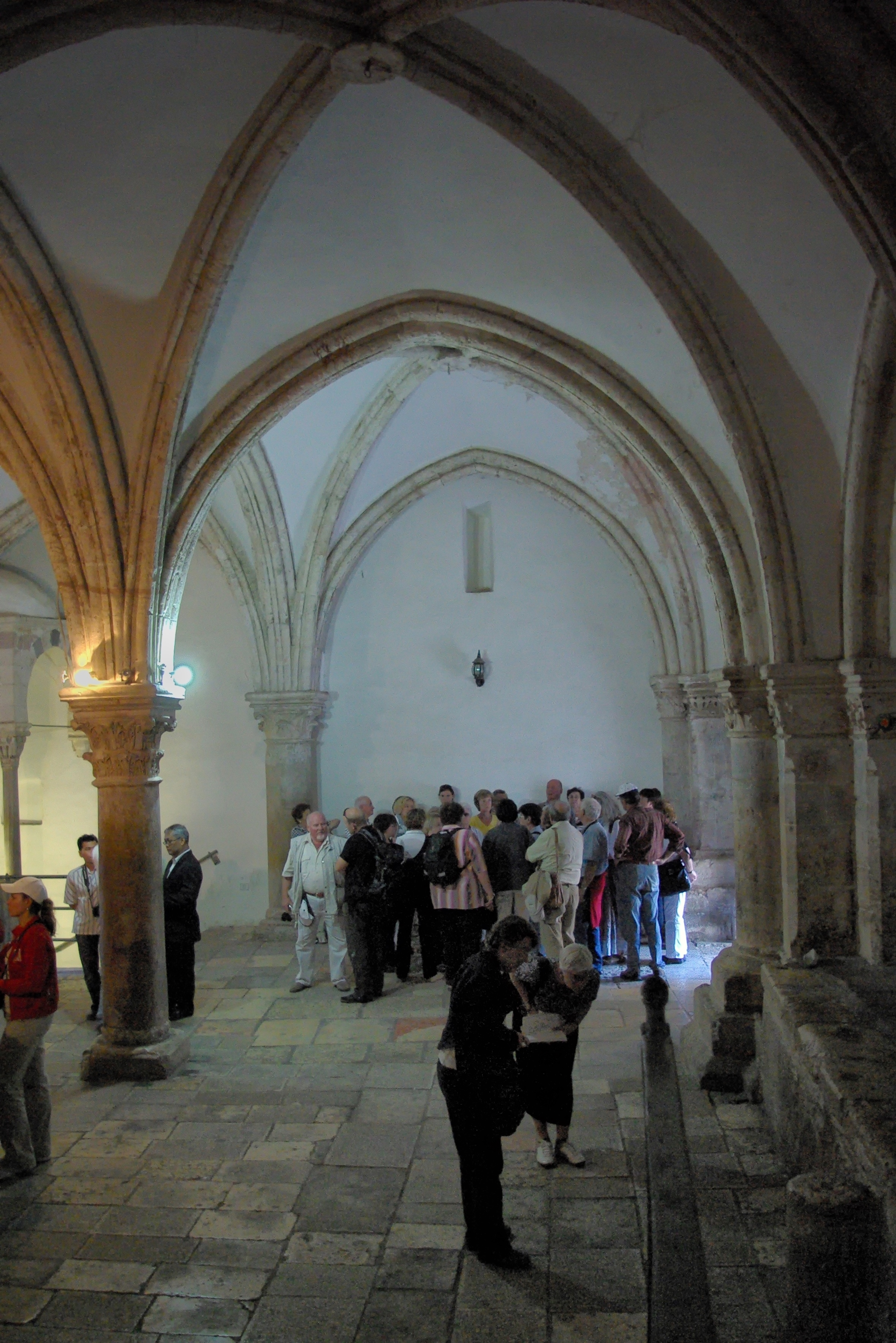
L'edificio sul Monte Sion di Gerusalemme che, tradizionalmente, è ritenuto il luogo del Cenacolo.

Il periodo apostolico tra gli anni 30 e 100 ha prodotto scritti che vengono attribuiti ai diretti seguaci di Gesù Cristo. Tale periodo è tradizionalmente associato con gli apostoli, i tempi apostolici e gli scritti apostolici. La Prima cristianità attribuiva i libri del Nuovo Testamento agli apostoli, sebbene la ricerca liberale moderna abbia messo in dubbio la paternità della maggior parte di questi libri. Nella storia tradizionale della Chiesa cristiana, l‘Età apostolica era la base su cui poggiava l'intera storia della Chiesa stessa. L‘Età apostolica è particolarmente significativa per il Restaurazionismo (o corrente restaurazionista), che sostiene di rappresentare una forma più pura di cristianesimo: i sociologi delle religioni, in particolare quelli di lingua inglese, intendono un complesso di chiese e comunità che nascono dal desiderio di tornare alla chiesa cristiana primitiva e che si manifesta in varie forme nel XIX secolo.
L'unicità degli scritti neotestamentari, ed il loro rispettivo periodo di origine, è evidenziato dalla scarsità della forma letteraria negli scritti successivi. Una volta che il canone del Nuovo Testamento cominciò a prendere forma, lo stile cessò di essere utilizzato su base regolare. La letteratura non-canonica persistette per un lasso di tempo, ma poi scomparve entro un periodo storicamente breve.
All'inizio la letteratura patristica è dominata dall'Apologetica e si avvale di altre forme letterarie prese in prestito da fonti non cristiane.

## Primi capi

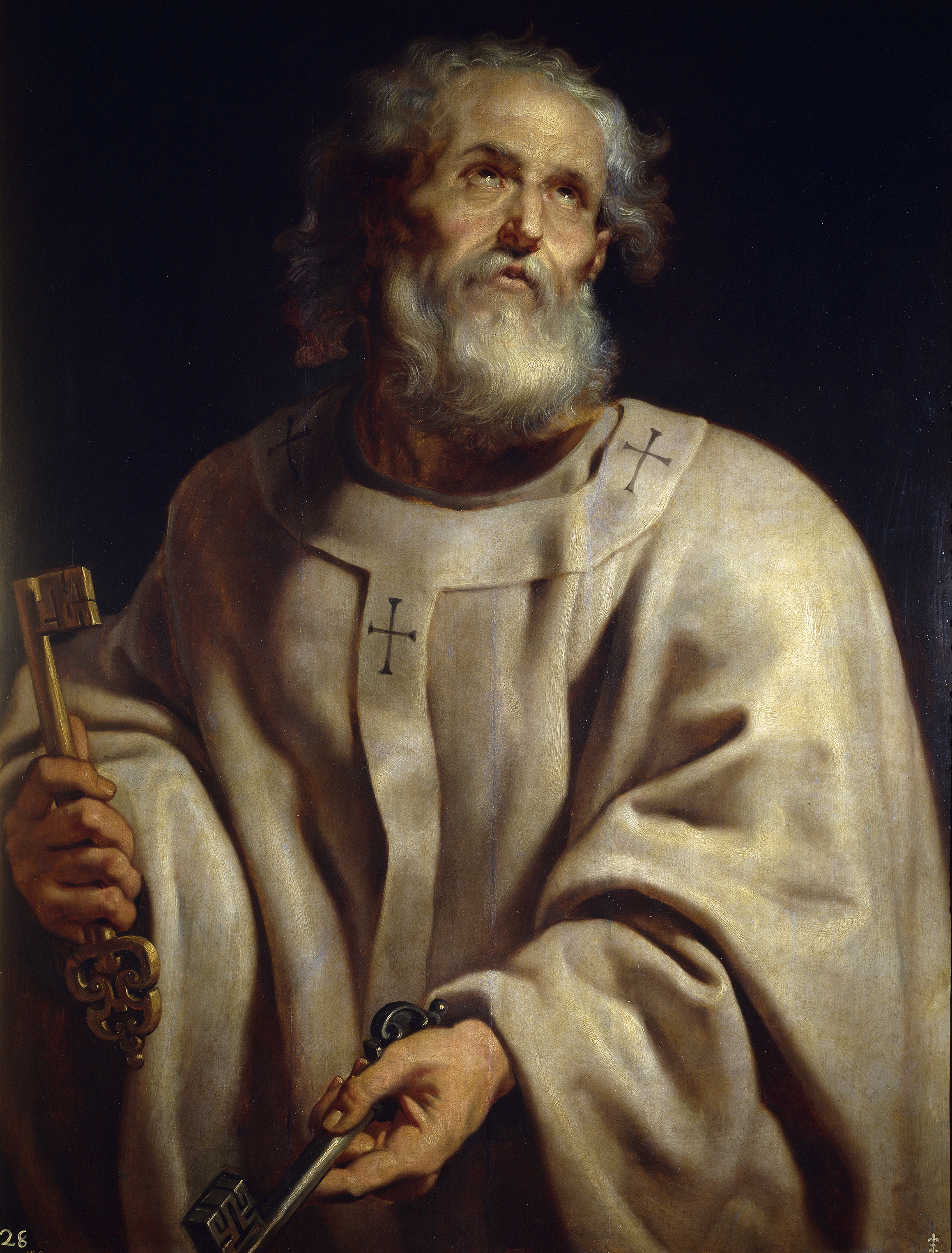
San Pietro, di Rubens

I parenti di Gesù vivevano a Nazaret dal I secolo. Alcuni furono importanti rappresentanti del primo cristianesimo. Tra quelli citati nel Nuovo Testamento ci sono sua madre e quattro dei suoi fratelli
Secondo il teologo tedesco del XIX secolo F. C. Baur, la prima cristianità fu dominata da un conflitto tra Pietro, che era osservante della Legge biblica, e Paolo, che sosteneva una parziale o anche completa libertà dalla Legge. La ricerca successiva ha refutato tale teoria, dato che il presupposto conflitto non è stato comprovato da elementi tangibili. Comunque, il conflitto teologico tra Pietro e Paolo è registrato nel Nuovo Testamento e fu molto dibattuto dalla prima Chiesa. Marcione ed i suoi seguaci affermò che la polemica contro i falsi apostoli nella Lettera ai Galati era diretta contro Pietro, Giacomo e Giovanni, la "Colonne della Chiesa", e anche contro i "falsi" vangeli che circolavano nelle varie chiese del tempo. Ireneo e Tertulliano si schierarono contro l'elevazione di Paolo da parte del marcionismo e dichiararono che sia Pietro che Paolo avevano la stessa importanza tra gli apostoli. Alcuni passi di Galati furono utilizzati per dimostrare che Paolo rispettava la carica di Pietro e ne condivideva la stessa fede.
Lo studioso neotestamentario James D. G. Dunn propone che Pietro sia stato un "bridge-man (uomo-ponte)" tra le contrastanti vedute di Paolo e quelle di Giacomo il Giusto. Giacomo e Paolo, le due figure maggiormente prominenti nel cristianesimo del I secolo, erano troppo identificati con le rispettive "forme" di cristianesimo, per lo meno agli occhi dei cristiani degli opposti estremi di questa sfera particolare. Pietro invece, come dimostrato dall'episodio di Antiochia in Galati 2, possedeva sia la volontà di mantenere la sua eredità ebraica, che mancava a Paolo, sia un'apertura verso le richieste del cristianesimo che si stava sviluppando, cosa che mancava a Giacomo. Giovanni sarebbe potuto servire come tale figura di allaccio al centro, che teneva insieme gli estremi, ma se le scritture collegate al suo nome sono una qualche indicazione della sua posizione, egli era troppo individualista per poter fornire una tale congiunzione. Altri avrebbero potuto collegare la nuova nascente religione più saldamente ai suoi eventi fondamentali e a Gesù stesso; ma "nessuno di loro, compresi i dodici apostoli, sembra aver giocato un qualsiasi ruolo di significato continuativo per tutta la cristianità — sebbene Giacomo fratello di Giovanni avrebbe potuto avere tale ruolo, se fosse stato risparmiato dal martirio." Conseguentemente, Pietro divenne la forza unificatrice della Chiesa.

## Origini ebraiche
Secondo la maggioranza degli studiosi, la Prima Cristianità era un tipo di fede escatologica ebraica. Il Libro degli Atti racconta che i primi seguaci continuavano a praticare la frequenza quotidiana del Tempio e le preghiere tradizionali ebraiche. Altri brani del Nuovo Testamento riportano simili pratiche di osservanza del tradizionale pietismo ebraico, come il digiuno, la venerazione della Torah (termine ebraico comunemente tradotto con "la Legge" nelle traduzioni della Bibbia in italiano) e il rispetto delle Festività ebraiche. La prima forma di religione di Gesù si comprende meglio in questo contesto. Tuttavia ci fu una grande diversità di variazioni locali, man mano che ciascuna si affermava o si estingueva in modi disparati. Indipendentemente da ciò, Gesù fu un ebreo pio, che adorava il Dio ebraico, predicava le interpretazioni della Legge ebraica e fu accettato come il Messia dai suoi discepoli. Quasi tutti gli studiosi neotestamentari concordano sul fatto che, a prescindere da come si interpreti la missione di Gesù, egli debba essere considerato nel contesto come un ebreo palestinese del I secolo.

### Clima religioso

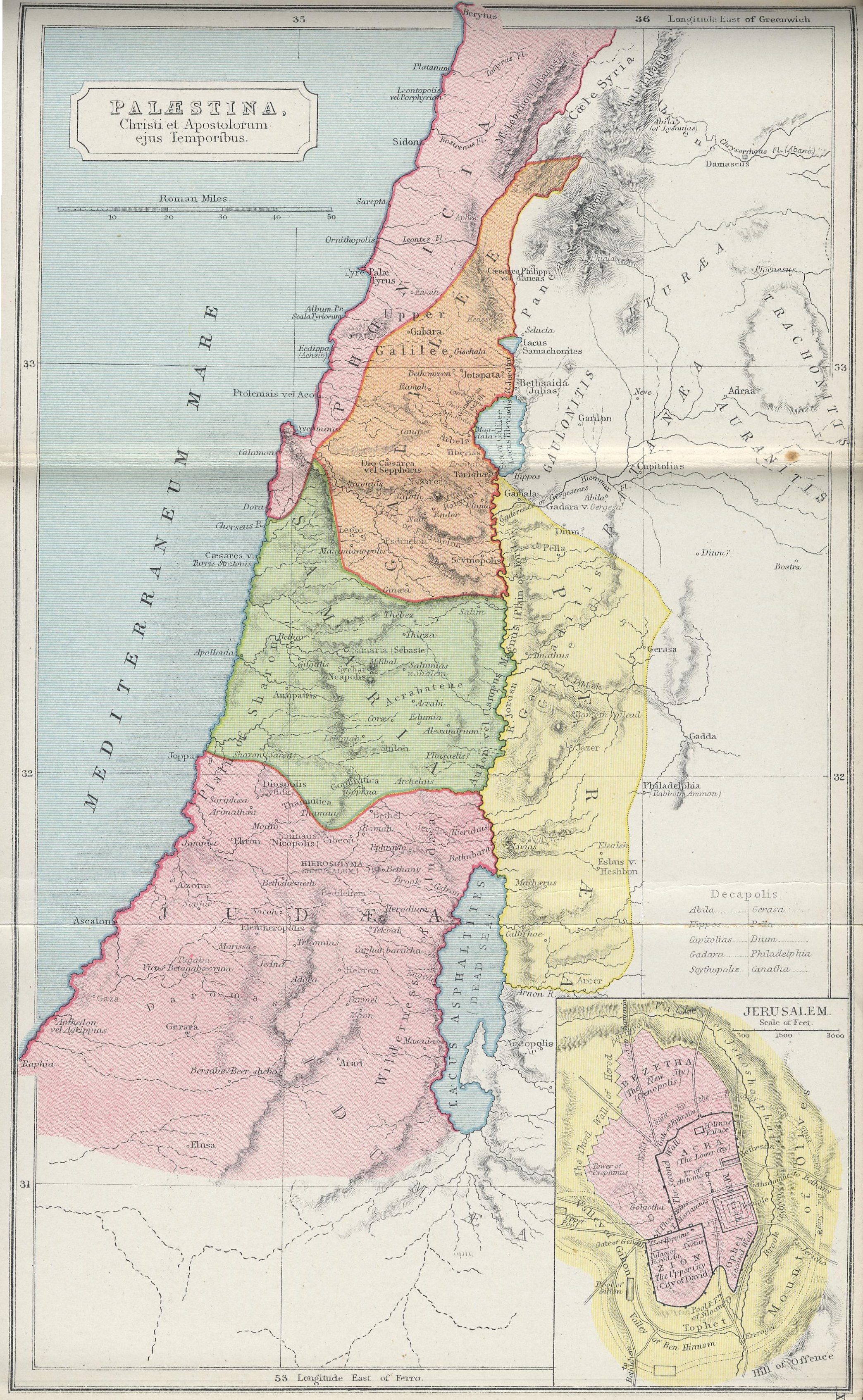
L'antica provincia romana di Giudea al tempo di Gesù e degli Apostoli.

Il clima religioso della Giudea del I secolo era alquanto variegato, con numerose variazioni di dottrina giudaica, molti tentativi di stabilire una comunità santa ideale, e svariate idee sulle future speranze di Israele. Gli studiosi moderni collocano l'ebraismo rabbinico normativo dopo il tempo di Gesù (si veda anche la Scuola di Jamnia. I Farisei erano una delle tante sette e non possedevano quell'influenza preponderante nella Giudea del I secolo che veniva loro attribuita tradizionalmente. L'antico storico Flavio Giuseppe descrive quattro gruppi preminenti nel Giudaismo dell'epoca: i Farisei, i Sadducei, gli Esseni e gli Zeloti. Gesù ebbe a che fare con diverse sette, specialmente con i Farisei nelle discussioni della Legge (spec. Matteo 5), discutendo della risurrezione corporea con i Sadducei. Gesù frequentò direttamente anche Giovanni Battista, che viene spesso associato agli Esseni.

### Rapporti con gli Esseni
Studiosi come James Tabor affermano che gli Esseni ed i primi cristiani avevano in comune una quantità di credenze simili. Gli Esseni praticavano il battesimo, credevano in una Nuova Alleanza, erano messianici e si consideravano retaggio di fedeli prescelti che preparavano la strada al regno della gloria di Dio. Usavano chiamare i loro gruppi con nomi che in seguito furono usati dai cristiani, vdi per esempio La Via e i Santi. Gesù predicò alcune dottrine simili alla Halakhah degli Esseni, e questi ultimi furono i seguaci di un leader carismatico che fu opposto e forse anche giustiziato su istigazione dei Farisei. Giovanni Battista pare sia collocato nell'ambito di questo contesto.
Alcuni accademici, come lo storico Carsten Peter Thiede, contestano tale opinione. I primi capi cristiani non avevano bisogno di visitare Qumran per aver avuto modo di conoscere le credenze degli Esseni e leggere i loro testi. I vari gruppi giudaici, inclusi Cristiani ed Esseni, erano in comunicazione tra di loro e adottavano simultaneamente alcune pratiche e credenze, rifiutandone altre. Sebbene esistano somiglianze, ci sono anche numerose differenze, e simili paralleli possono anche esser fatti tra i primi cristiani ed i Farisei, e altre sette ebraiche. Molti aspetti della fede cristiana non hanno paralleli con i testi di Qumran, e quelli che li hanno sono fondamentalmente diversi dalle osservanze e credenze essene. In modo particolare, l'atto di battesimo del penitente eseguito da Giovanni ha scarsa somiglianza col battesimo rituale quotidiano degli Esseni.

## Primi conversi

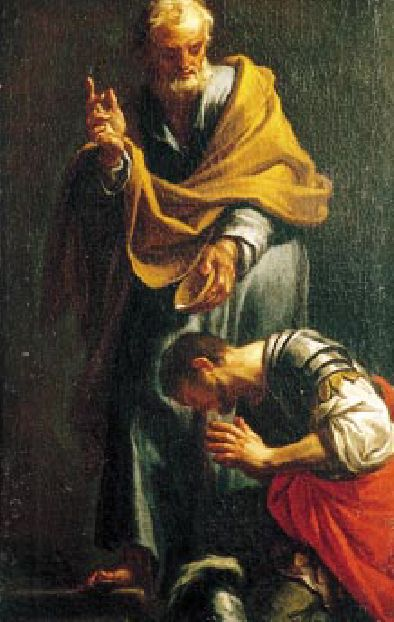
Pietro battezza il Centurione Cornelio di Francesco Trevisani

Il centurione romano Cornelio di Cesarea marittima viene tradizionalmente considerato il primo converso gentile. La sua conversione, come narrata in Atti 10, ha un grande significato: Cornelio fu portato come esempio sia da Pietro che da Giacomo nel dibattito sull'inclusione dei gentili nel Concilio di Gerusalemme. La sua conversione viene generalmente considerata essere avvenuta all'inizio della più vasta missione presso i gentili, che supereranno di gran lunga la componente ebraica dei cristiani.
La Catholic Encyclopedia riassume l'importanza del battesimo di Cornelio in questo modo:
(F. Bechtel, Catholic Encyclopedia, 1908)
La storia di Cornelio è tematicamente connessa con le storie di conversione dei Samaritani, di Paolo di Tarso e dell'eunuco etiope in Atti degli Apostoli. L'etiope era uno straniero e un castrato, la cui presenza in un'assemblea di culto sarebbe stata vietata a norma della Legge mosaica (Deuteronomio 23.1). L'episodio è consistente col tema di Luca, che sosteneva una fede e missione universali. L'Etiopia nell'antichità era considerata la parte meridionale più remota del mondo. La conversione dell'etiope può quindi venir interpretata come un adempimento parziale della missione presentata in Atti 1 di portare il Vangelo fino ai "confini della terra" (il grande mandato). Alcuni studiosi asseriscono che l'eunuco etiope sia il primo converso gentile, dichiarando che coloro che refutano questa conclusione lo fanno per conservare l'interpretazione tradizionale di Cornelio quale primo a convertirsi. Indipendentemente da che detenga il primato di conversione, questo episodio illustra la visione di Luca di come (tramite Filippo), il Vangelo abbia raggiunto i "confini della terra" e la missione alle genti sia stato avviata.

## Controversia sulla circoncisione

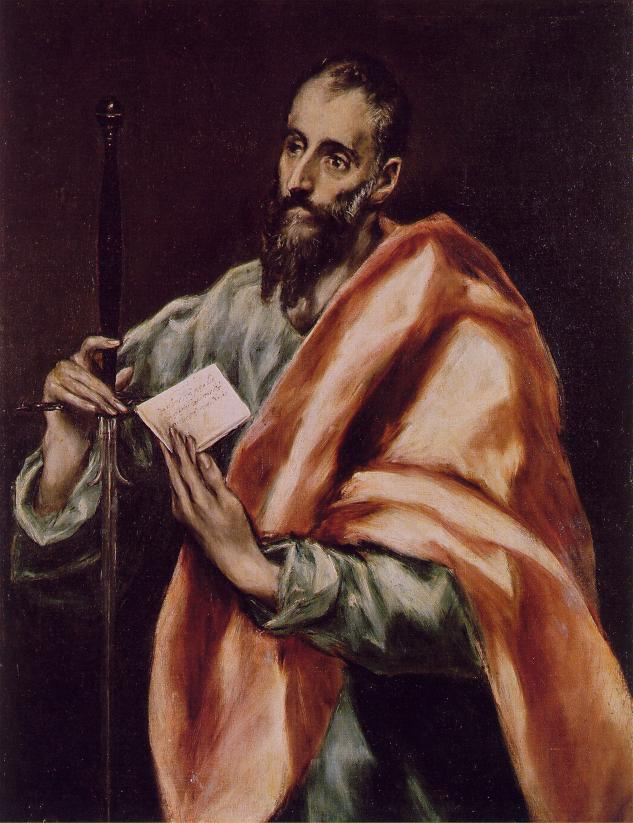
San Paolo, di El Greco

Dispute sulla Legge mosaica ebbero a generare un intenso disaccordo nella Prima Cristianità. Ciò è particolarmente evidente nella metà del I secolo, quando si acutizzò la controversia sulla circoncisione rituale. Il teologo Alister McGrath afferma che molti ebrei cristiani erano rigorosi ebrei osservanti, con la sola differenza che accettavano Gesù come Messia. Come tali, credevano che la circoncisione e gli altri precetti della Legge mosaica fossero necessari per la salvezza. Il crescente numero di convertiti gentili venne messo sotto pressione dai giudeo-cristiani in modo che venissero tutti circoncisi secondo la tradizione abramitica. La questione fu affrontata al Concilio di Gerusalemme, dove Paolo argomentò che la circoncisione non era una pratica necessaria, e venne vocalmente sostenuto da Pietro, come documentato in Atti 15. Questa posizione ricevette un ampio favore e fu riassunta in una lettera distribuita ad Antiochia.
Sebbene la questione in teoria fosse ora risolta, in pratica essa continuò ad essere sollevata tra le comunità cristiane. Quattro anni dopo il Concilio di Gerusalemme, Paolo scrisse ai Galati su questo argomento, che era divenuto un grave dissidio nella loro regione. La lettera ai Galati, scritta tra il 54 e il 57, fu composta per controbattere ad una predicazione fatta da alcuni ebrei cristiani (i "giudaizzanti") dopo che l'apostolo aveva lasciato la comunità: questi missionari avevano convinto alcuni Galati che l'insegnamento di Paolo era incompleto e che la salvezza richiedeva il rispetto della Legge di Mosè, in particolare della circoncisione. Secondo McGrath, Paolo identificò Giacomo il Giusto quale forza motivante di questo orientamento, che considerò come grave minaccia per la sua dottrina e proclamò invece con foga la libertà dei credenti e la salvezza per mezzo della fede (Galati 3).
Di particolare rilievo in Galati è anche l'affermazione di Paolo sul superamento delle discriminazioni religiose, sociali e sessuali: "Non c'è più giudeo né greco; non c'è più schiavo né libero; non c'è più uomo né donna, poiché tutti voi siete uno in Cristo Gesù." (3.28)..

## Chiesa Apostolica a Gerusalemme

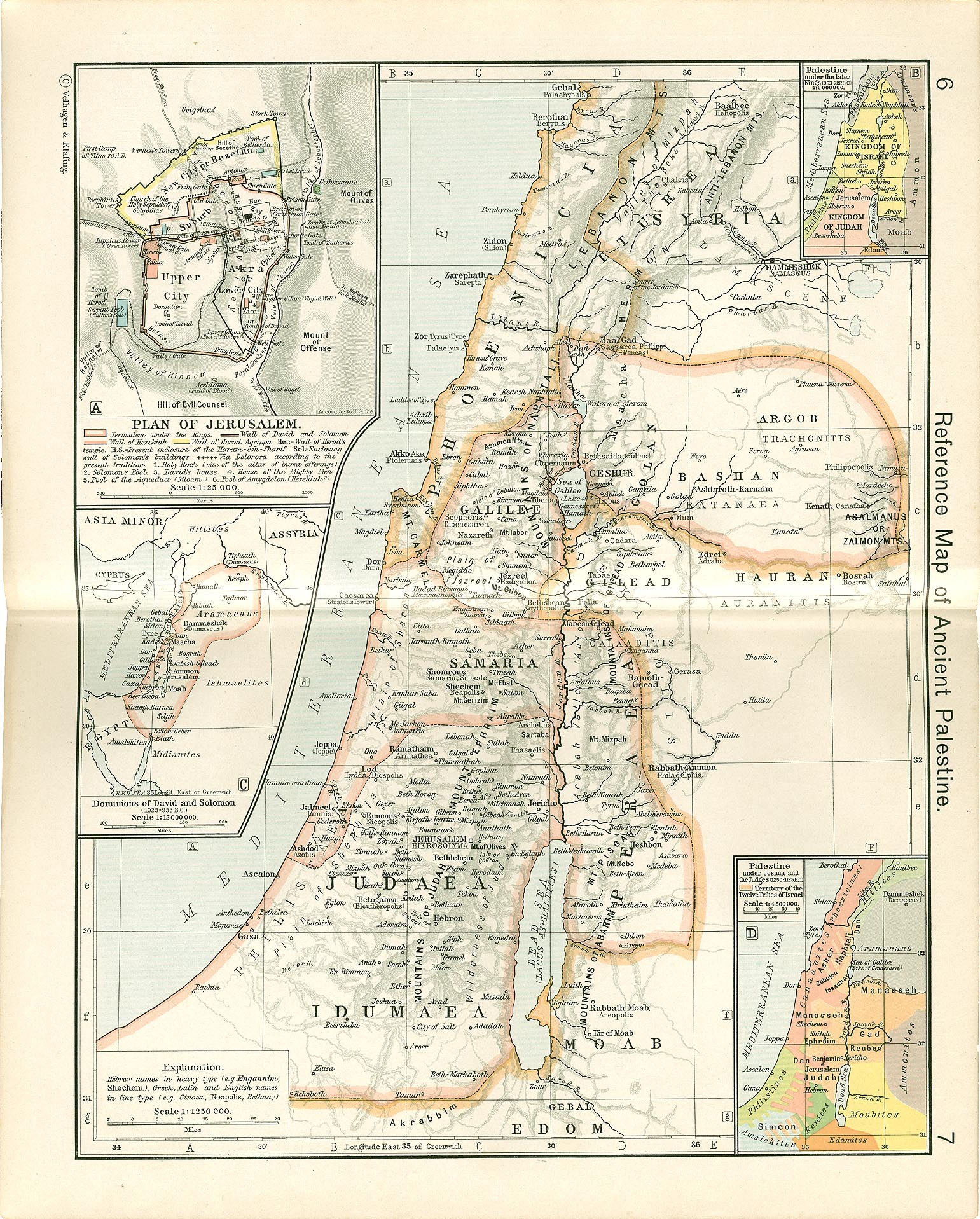
L'antica Palestina (cartina principale) e la città di Gerusalemme (in alto a sinistra), teatro della guerra giudaica (66-70).

Nel 66, gli ebrei si ribellarono contro Roma. Roma assediò Gerusalemme per quattro anni e la città cadde nel 70 e fu rasa al suolo, incluso il massiccio Tempio; la maggior parte della popolazione fu uccisa o deportata. Tuttavia, secondo Epifanio di Salamina, il Cenacolo sopravvisse almeno fino alla visita di Adriano del 130. Sul posto rimase una popolazione molto scarna. Tradizionalmente si crede che i cristiani di Gerusalemme attesero la fine delle guerre giudaiche a Pella nella Decapoli. Il Sinedrio giudaico si riformò a Jamnia. Profezie della distruzione del Secondo Tempio si trovano nei Vangeli Sinottici, e fanno parte delle argomentazioni del Supersessionismo. Dopo la rivolta di Bar Kokhba, Adriano fece escludere tutti gli ebrei da Gerusalemme, che fu rinominata Aelia Capitolina, per cui tutti i successivi vescovi di Gerusalemme furono gentili.
Gerusalemme ricevette speciale riconoscimento nel Canone VII di Nicea nel 325, senza ancora diventare una sede metropolitana, e fu in seguito nominata nella Pentarchia, ma mai accettata dalla Chiesa di Roma.

## I Cristiani di San Tommaso
Il cristianesimo raggiunse la Costa Malabar dell'India meridionale grazie a Tommaso apostolo nel 52 d.C. e da questa evangelizzazione si originò il Cristianesimo Tommasino. Tali siro-malabaresi, concentrati nel moderno Stato di Kerala, mantennero un'identità cristiana particolare fino all'arrivo dei portoghesi nel XVII secolo e tuttora continuano, dopo duemila anni, le tradizioni della Chiesa siriaca. Cristo è denominato "Messia", con nome semitico e non greco. La lingua liturgica è il siriaco, il Credo che si recita a Messa è quello niceno. Inoltre, i nomi di varie cariche ecclesiastiche sono adattamenti di nomi siriaci. Anche le usanze popolari legate alle feste cristiane rimandano ad una matrice giudaica e siriaca: l'uso di celebrare la cena della Pasqua con pane azzimo. Il battesimo dei bambini avviene il quarantesimo giorno dopo la nascita. Nel Kerala, i cristiani di San Tommaso sono oggi 6 milioni, un quinto della popolazione.

### Riferimenti
1. ↑  Paul Mattei. Il Cristianesimo antico. Da Gesù a Costantino, p.60. Il Mulino, Bologna, 2012. ISBN 978-88-15-23762-0.
2. ↑  Marco,  Mc 16.9-20, su laparola.net..
3. ↑  Oxford Dictionary of the Christian Church (curato da) F.L. Lucas (Oxford), s.v. "Paul".(EN)
4. ↑  Catholic Encyclopedia: "Jerusalem (A.D. 71-1099)".
5. ↑  Brown (1993). p. 10.
6. ↑  Brown (1993), pp. 10–11.
7. ↑  Pelikan (1975), p. 113.
8. ↑   Gal 2, su La Parola - La Sacra Bibbia in italiano in Internet.
9. ↑  James D. G. Dunn, The Canon Debate, loc. cit.
10. ↑  Dunn (2006), p. 385.
11. ↑   Matteo 5, su La Parola - La Sacra Bibbia in italiano in Internet.
12. ↑  White (2004), pp. 127–128.
13. ↑  Ehrman (2005), p. 187.
14. ↑   Matteo 5, su La Parola - La Sacra Bibbia in italiano in Internet.
15. ↑  Wylen (1995), pp. 133, 136.
16. ↑  Tabor (1998).
17. ↑  Thiede (2003). Pp 189–192.
18. ↑   Atti 10, su La Parola - La Sacra Bibbia in italiano in Internet.
19. ↑  Freedman (2000), p. 285.
20. ↑   Atti 8.27-39, su laparola.net.
21. ↑   Deuteronomio 23.1, su La Parola - La Sacra Bibbia in italiano in Internet.
22. ↑   Atti 1, su La Parola - La Sacra Bibbia in italiano in Internet.
23. ↑  Mills(1997), pp. 22–23.
24. ↑   Atti 15, su La Parola - La Sacra Bibbia in italiano in Internet.
25. ↑  McGrath (2006), p. 174.
26. 1 2  Francesco Bianchini, Lettera ai Galati, Città Nuova (2009).
27. ↑   Galati 3, su La Parola - La Sacra Bibbia in italiano in Internet.
28. ↑  McGrath (2006), pp. 174–175.
29. ↑   Gal 3.28, su La Parola - La Sacra Bibbia in italiano in Internet.
30. ↑  Giuseppe Pulcinelli, L'apostolo Paolo, 2008.
31. 1 2 3  "Jerusalem." Cross, F. L., (cur.), The Oxford Dictionary of the Christian Church, Oxford University Press (2005).
32. ↑  Jewish Encyclopedia: "Academies in Palestine"
33. ↑  Stephen Harris, Understanding the Bible, Mayfield (1985).
34. ↑  A.E. Medlycott, India and The Apostle Thomas, pp.1–71, 213–97; M.R. James, Apocryphal New Testament, pp.364–436; Eusebius, History, cap. 4.30; J.N. Farquhar, The Apostle Thomas in North India, cap. 4.30; V.A. Smith, Early History of India, p. 235; L.W. Brown, The Indian Christians of St. Thomas, pp. 49-59.